# 애덤 콜리스
애덤 콜리스(Adam Collis)는 미국의 영화 감독, 배우이다. 미국에서 태어났다. 1986년부터 1990년까지 듀크 대학을, 2007년부터 2010년까지 로스앤젤레스 캘리포니아 대학을 다녔다. 또한 1991년부터 1997년까지 서던 캘리포니아 대학에서 영화를 공부했다. 콜리스의 첫 작품은 스콧 데릭슨의 단편 <Love in the Ruins>(1995)의 조감독이었다. 1998년에는 에릭 코야나기의 헌드레드 퍼센트(Hundred Percent)에서 "크랭크샤프트"(Crankshaft)를 연기했다.

## 영화
- 카 독스 (2016년)
- 선셋 스트립 (2000년)